# Маргарита Лосано
Маргарита де лас Флорес Лосано Хіменес (ісп. Margarita de las Flores Lozano Jiménez; 14 лютого 1931, Тетуан, Іспанське Марокко — 7 лютого 2022, Лорка, Мурсія) — іспанська акторка театру, кіно та телебачення.

## Життєпис
Народилася 14 лютого 1931 року у місті Тетуан (на той час Іспанське Марокко) в родині військовика. Її дитинство пройшло у Мурсії. У 19-річному віці переїхала до Мадрида з наміром вивчати дизайн, від чого скоро відмовилася заради акторської майстерності. Грала у новаторських постановках Мігеля Нарроса за п'єсами де Унамуно, Чехова, Стріндберга, Лауро Ольмо та інших. Також з'явилася у низці другорядних ролей в іспанських кінофільмах, найвідоміший з яких «Вірідіана» (1961) Луїса Бунюеля, де зіграла служницю Рамону. 1963 року переїхала до Італії, де продовжила активно зніматися, в тому числі в таких стрічках як «За жменю доларів» (1964) Серджо Леоне та «Свинарник» (1969) Пазоліні. У 1970-х вийшла заміж і переїхала з чоловіком до Африки.
У 1980-х повернулася на екрани, зігравши у фільмах братів Тавіані «Ніч Святого Лоренцо» (1982), «Хаос» (1984), «І світло в тьмі світить» (1990) та інших. 1986 року виконала роль Бабусі у фільмі «Середина неба» Мануеля Гутьєрреса Арагона, за яку 1988 року отримала премію ACE як найкраща акторка другого плану. 1987 року зіграла матір Гарсія Лорки у мінісеріалі «Лорка, смерть поета» Хуана Антоніо Бардема. Тоді ж повернулася на театральну сцену у нових постановках Мігеля Нарроса за п'єсами Юджина О'Ніла та Піранделло. Останньою в її кар'єрі стала головна роль у п'єсі «Дім Бернарди Альби» Лорки у постановці Амелії Очандіано, яку вона виконувала у 2005—2007 роках.
2015 року удостоєна почесного звання доктора honoris causa Університету Мурсії. 2018 року нагороджена Золотою медаллю за заслуги у галузі витончених мистецтв.
Маргарита Лосано померла 7 лютого 2022 року у місті Лорка, Мурсія, в 90-річному віці.

## Вибрана фільмографія
| Рік  |    | Українська назва        | Оригінальна назва           | Роль                          |
| ---- | -- | ----------------------- | --------------------------- | ----------------------------- |
| 1954 | ф  | Висока мода             | Alta costura                | Ліна                          |
| 1959 | ф  | Ласарільйо з Тормеса    | El Lazarillo de Tormes      | Антонія                       |
| 1960 | ф  | У всьому винен янгол    | Un ángel tuvo la culpa      | Тереза                        |
| 1961 | ф  | Вірідіана               | Viridiana                   | Рамона                        |
| 1964 | ф  | За жменю доларів        | Per un pugno di dollari     | донья Консуело Бакстер        |
| 1967 | ф  | 15 шибениць для вбивці  | 15 forche per un assassino  | місіс Кук                     |
| 1968 | ф  | Щоденник шизофренічки   | Diario di una schizpfrenica | Б'янка                        |
| 1969 | ф  | Черниця з Монци         | La monaca di Monza          | сестра Бенедетта Оматі        |
| 1969 | ф  | Прекрасний листопад     | Un bellisimo novembre       | Амалія                        |
| 1969 | ф  | Свинарник               | Pocilga                     | фрау Клотц                    |
| 1970 | ф  | Сокира                  | Baltagul                    | Віторія Ліпан                 |
| 1982 | ф  | Ніч Святого Лоренцо     | La notte di San Lorenzo     | Кончетта                      |
| 1984 | ф  | Хаос                    | Kaos                        | Марія-Грація                  |
| 1986 | ф  | Жан де Флоретт          | Jean de Florette            | Баптістіна                    |
| 1986 | ф  | Справа Моро             | Il caso Moro                | Нора Моро, дружина Альдо Моро |
| 1986 | ф  | Середина неба           | La mitad del cielo          | Бабуся                        |
| 1986 | ф  | Манон з джерела         | Manon des sources           | Баптістіна                    |
| 1987 | с  | Лорка, смерть поета     | Lorca, muerte de un poeta   | донья Вісента Лорка           |
| 1990 | ф  | І світло в тьмі світить | Il sole anche di notte      | мати Сержіо                   |
| 2004 | тф | Луїза Сан-Феліче        | Luisa Sanfelice             | Марга                         |
| 2006 | ф  | Наполеон і я            | N (Io e Napoleone)          | Паскаліна                     |

## Нагороди та номінації
Sindicato Nacional de Espectáculo Awards
- 1960 — Найкраща акторка другого плану (У всьому винен янгол).

ACE Awards
- 1988 — Найкраща акторка другого плану у кінофільмі (Середина неба).

Сан Жорді
- 1987 — Номінація на найкращу акторку в іспанському фільмі (Середина неба).